# Estero Rulo
El estero Rulo es un curso natural de agua que nace al sur de la ciudad de Puerto Montt y fluye con dirección general sur hasta desembocar en el seno de Reloncaví frente a la isla Calbuco.

## Trayecto
El mapa de Risopatrón lo muestra como emisario del lago Rulo.

## Historia
Luis Risopatrón lo describe en su Diccionario Jeográfico de Chile de 1924:: 783 
Rulo (Estero de) 41° 43' 73° 05' Es mui somero, inútil para la navegacion por embarcaciones menores i se abre en la costa S del continente, hácia el NE de la isla de Calbuco; presenta playas que caen casi a pique, con exhuberante vejetacion en sus faldas i flancos, cubiertos en su mayor parte de pangues i heléchos i espaldeadas por colinas de moderada altura, con algún bosque en sus cimas. En sus riberas se encuentran abundantes cultivos i algunas chozas, en las que pueden obtenerse corderos, aves de corral, papas etc. Se nota en la playa de la costa N una hilera de tiques inclinados hacia el mar, cuyas raices, lavadas portas altas mareas, se hallan en descubierto. 1. xxv, p. 99, 172, 205 i 332; 52, p. 10; i 60, p. 486; estuario en 1, viii, p. 60; i 155, p. 677; i lugarejo en 6S, p. 206; i ensenada de Lulu en 1, xii, p. 5.29 (Moraleda, 1 788)
Sobre el río escribe:
Rulo (Rio) 41° 41' 73° 07' Nace del pequeño lago del mismo nombre, corre hácia el S i se vácia en el estremo N del estero de la misma denominación. 62, I, p. 43; i estero en 156.